# 65866 Wynneozrics
65866 Wynneozrics è un asteroide della fascia principale. Scoperto nel 1997, presenta un'orbita caratterizzata da un semiasse maggiore pari a 3,1732895 au e da un'eccentricità di 0,2536160, inclinata di 24,37079° rispetto all'eclittica.